# 达里奥·卡斯特里利翁·奥约斯
達里奧·德尔尼尼奥·赫苏斯·卡斯特里利翁·奥约斯（西班牙語：Darío del Niño Jesús Castrillón Hoyos；1929年7月4日—2018年5月18日），另有漢名賈士榮，是天主教哥倫比亞籍司鐸級樞機及聖座「天主的教會」宗座委員會主席。

## 生平

### 早年生活
卡斯特里利翁·奥约斯於1929年7月4日在哥倫比亞安蒂奧基亞省的核心麥德林出生。他曾在羅馬宗座額我略大學學習。他於1952年10月16日在聖洛薩德奧索斯教區晉鐸。他在宗座額我略大學完成學業，從那裡他獲得了教會法博士學位，專攻宗教社會學、政治經濟學和道德經濟。
他還在比利時荷語天主教魯汶大學研究社會學系。回到哥倫比亞後，他於1954年至1971年期間在亞魯馬爾擔任兩個農村堂區司鐸。1959年，他代表教區擔任青年工作。

### 晉牧
他於1971年7月18日晉牧，並獲任命為佩雷拉教區助理主教，領維拉雷吉斯領銜教區主教銜。他於1976年至1992年間擔任佩雷拉教區主教。他出任佩雷拉教區主教期間，他被報導在夜間會走到街上幫助被遺棄兒童。雖然許多拉丁美洲主教們拒絕接受涉疑毒梟的捐款，但他則接受這些給教區慈善機構的捐贈；他認為通過接受捐贈，毒梟的資金將從犯罪轉移捐贈，而且可以用來幫助窮人和有需要的人。他在接受這些捐贈時曾警告捐助者本人，他們的捐款“不會拯救他們的靈魂”。他曾化裝成送奶工探訪毒梟巴勃羅·埃斯科瓦爾的家，主教成功說服巴勃羅承認自己的罪。
1992年12月16日，他被任命為布卡拉曼加總教區總主教。他於1996年6月15日獲委任為聖座聖職部部長。

### 冊封樞機
教宗若望·保祿二世於1998年2月21日將他冊封為執事級樞機。同年10月26日，他以教宗特使的身份出席秘魯和厄瓜多爾之間為解決兩國邊界爭端而舉行和平協議簽字儀式。由於安傑洛·費里契樞機榮休，因此卡斯特里利翁·奥约斯於2000年4月14日接任聖座「天主的教會」宗座委員會主席。他曾參與2005年教宗選舉秘密會議，當時選出的是教宗本篤十六世。卡斯特里利翁·奥约斯於2006年辭去聖座聖職部部長，部長一職由克勞狄·胡默斯樞機接替。本篤十六世於2008年3月1日將他冊封為司鐸級樞機。他於2009年7月8日榮休，威廉·萊瓦達樞機接替出任聖座「天主的教會」宗座委員會主席。

### 去世
卡斯特里利翁·奥约斯於2018年5月18日在羅馬離世，終年88歲。

## 牧徽

達里奧·卡斯特里利翁·奥约斯樞機牧徽